# Jeff Morris
Jeffrey Morris, detto Jeff (Saint Joseph, 20 settembre 1934 – Los Angeles, 12 luglio 2004), è stato un attore e comico statunitense.

## Biografia
Nato a Saint Joseph (Missouri), Jeffrey "Jeff" Morris crebbe a Lubbock (Texas). Dopo il liceo, si trasferì a Los Angeles, dove gli si aprì la strada per il cinema. A Hollywood iniziò con alcune particine in film western, ma poi ebbe più successo in ruoli comici. Particolarmente famosa è infatti la sua interpretazione di Bob, gestore di un locale dove si suona musica country, nel film The Blues Brothers (1980) di John Landis, dove lavorò con Dan Aykroyd e John Belushi (con il quale due anni prima aveva girato la commedia western Verso il Sud).
Nonostante una vasta filmografia, ampiamente costellata da film di guerra e western, Jeff Morris non ebbe mai una grande fama, e morì di cancro nel 2004 a Los Angeles, a 69 anni.

## Filmografia parziale

### Cinema
- Femmina e mitra (The Bonnie Parker Story), regia di William Witney (1958)
- Paracadutisti d'assalto (Paratroop Command), regia di William Witney (1959)
- La leggenda di Tom Dooley (The Legend of Tom Dooley), regia di Ted Post (1959)
- The Long Rope, regia di William Witney (1961)
- Pugno proibito (Kid Galahad), regia di Phil Karlson (1962)
- Le ultime 36 ore (36 Hours), regia di George Seaton (1965)
- I guerrieri (Kelly's Heroes), regia di Brian G. Hutton (1970)
- Payday, regia di Daryl Duke (1973)
- L'uomo nel mirino (The Gauntlet), regia di Clint Eastwood (1977)
- Verso il sud (Goin' South), regia di Jack Nicholson (1978)
- The Blues Brothers - I fratelli Blues (The Blues Brothers), regia di John Landis (1980)
- Frontiera (The Border), regia di Tony Richardson (1982)
- Ironweed, regia di Héctor Babenco (1987)
- The Freeway Maniac, regia di Paul Winters (1989)
- Il grande inganno (The Two Jakes), regia di Jack Nicholson (1990)
- 3 giorni per la verità (The Crossing Guard), regia di Sean Penn (1995)
- Too Much Sleep, regia di David Maquiling (1997)
- Blues Brothers: Il mito continua (Blues Brothers 2000), regia di John Landis (1998)
- Delitto imperfetto (Susan's Plan), regia di John Landis (1998)
- Terapia d'urto (Anger Management), regia di Peter Segal (2003)

### Televisione
- Ai confini della realtà (The Twilight Zone) – serie TV, episodio 5x10 (1963)
- Ben Casey – serie TV, episodio 3x23 (1964)
- Hondo – serie TV, episodio 1x13 (1967)
- Bonanza – serie TV, 6 episodi (1968-1972)
- CHiPs – serie TV, episodio 3x08 (1979)

## Doppiatori italiani
Nelle versioni in italiano delle opere in cui ha recitato, Jeff Morris è stato doppiato da:
- Cesare Barbetti in I guerrieri
- Michele Gammino in The Blues Brothers
- Gil Baroni in Ironweed
- Sergio Matteucci in Il grande inganno